# Amt Breitingen
Das Amt Breitingen war eine zum Hochstift Naumburg-Zeitz gehörige territoriale Verwaltungseinheit. Seit 1564 wurde es zum Amt Zeitz gezählt, mit dem es seit 1564 zum Kurfürstentum Sachsen, zwischen 1656/57 und 1718 zum Sekundogenitur-Fürstentum Sachsen-Zeitz und seit 1806 zum Königreich Sachsen gehörte.
Bei der Abtretung des Amts Zeitz an Preußen im Jahr 1815 verblieben die drei zum Amt Breitingen gehörigen Orte beim Königreich Sachsen, wo sie dem Amt Borna angegliedert wurden.

## Geographische Lage
Das Amt Breitingen bestand aus den Orten Regis und Breitingen westlich der Pleiße (heute den Kern von Regis-Breitingen bildend) und dem östlich des Flusses gelegenen Ort Blumroda, der 1952/57 durch den Tagebau Borna-West devastiert wurde (Ortslage heute im Speicherbecken Borna). Das kleine Amtsgebiet, das räumlich vom deutlich größeren Amt Zeitz im Westen getrennt war, lag zwischen dem kursächsischen Amt Borna im Norden und dem zum Herzogtum Sachsen-Altenburg gehörigen Amt Altenburg im Süden.
Heute liegt das Amtsgebiet im Landkreis Leipzig im Freistaat Sachsen an der Grenze zum Landkreis Altenburger Land im Freistaat Thüringen.

## Geschichte
Im Jahre 929 wurde die Burg Regis in einer Ergänzung zur Chronik der Stadt Borna erwähnt. Der Ort Regis wurde vermutlich 1190 das erste Mal urkundlich erwähnt. 1208 wurden Burg und Ort Regis als Teil des Pleißner Lands (Gau Plisni) vom Hofgericht Altenburg verwaltet. Breitingen mit seinem Rittergut wurde 1265 in einem Kaufvertrag zwischen dem Landgrafen von Thüringen und dem Bischof von Merseburg als campo Bredingin das erste Mal erwähnt.
1355 erfolgte der Verkauf von Breitingen an das Stift Naumburg-Zeitz. Das bischöfliche „Amt Breitingen“ wurde erstmals 1369 erwähnt. Es umfasste den geringfügigen Besitz des Hochstifts im nördlichen Pleißenland. Dazu gehörten die drei Orte Regis (1228 im Besitz des Hochstifts, 1404 und 1407 Wiesen in Regis, 1413 Lehngüter und die Regiser Mühle, 1443 weitere Lehnsgüter dazu), Breitingen (1430/35 Hälfte des Dorfs in bischöflichem Besitz, Rittergut und Dorf 1467 vollständig) und Blumroda (zinsende Grundstücke und Lehnsbesitz mit der Regiser Mühle 1413 durch Kauf zum Besitz des Hochstifts). 1467 gehörten die Orte Regis und Breitingen zum bischöflichen Tafelgut. 1382 wurde die Burg Regis zerstört. Der Ort wurde in der Folgezeit Vasallenstädtchen der Herren des Ritterguts Breitingen. Nach der Leipziger Teilung 1485 kam das Hochstift Naumburg und seine Ämter unter die Vogtei des ernestinischen Kurfürstentums Sachsen. Im Zuge der Einführung der Reformation kam das Amt Breitingen im Jahr 1536 zur Ephorie Zeitz. Seit 1542 sind Regis, Breitingen und Blumroda lutherisch.
Durch die Wittenberger Kapitulation im Jahr 1547 nahm der Einfluss der Ernestiner auf das Hochstift Naumburg gegenüber dem nun albertinischen Kurfürstentum Sachsen ab. Der albertinische Herzog und nunmehrige Kurfürst Moritz von Sachsen erhielt die Schutzherrschaft über das Stiftsland Naumburg-Zeitz. Nach dem Tod des letzten Naumburger Bischofs Julius von Pflug im Jahre 1564 ging das Hochstift mit seinen Ämtern an den albertinischen Kurfürsten August I. von Sachsen als Administrator über. Es wurde somit Nebenland des Kurfürstentums Sachsen, welches keinem kursächsischen Kreis zugeordnet war. 1564 wurde aus dem Stiftsbesitz um Zeitz das Amt Zeitz gebildet, dem in der Folgezeit auch das räumlich von diesem getrennte Amt Breitingen zugerechnet wurde. Obwohl der Name „Amt Breitingen“ weiterhin im Sprachgebrauch blieb, taucht es als Rittergutsbezirk mit zugehörigen Orten in der Auflistung des Amts Zeitz auf. 1592 wurde Heinrich von Bünau mit dem Rittergut Breitingen belehnt. Es kam im Jahr 1629 durch Kauf an Bernhardt von Starschedel. 1651 wurde Kriegsoberst von Bose mit Breitingen belehnt. Seine Nachfahren besaßen das Gut bis 1821. 
Zwischen 1656/57 und 1718 gehörte das Amt Breitingen als Teil des Amts Zeitz zum wettinischen Sekundogenitur-Fürstentum Sachsen-Zeitz. Mit der Ernennung des Kurfürstentums Sachsen zum Königreich gehörte das Amt Zeitz mit dem Amt Breitingen ab 1806 zum Königreich Sachsen. 1814 wurde das Naumburger Stiftsgebiet als Teil des Königreichs Sachsen unter Generalgouverneur Nikolai Grigorjewitsch Repnin-Wolkonski aufgelöst. Nach der Niederlage Napoleons musste das mit ihm verbündete Königreich Sachsen nach dem Beschluss des Wiener Kongresses im Jahr 1815 einen großen Teil seines Gebietes, darunter das Amt Zeitz, an das Königreich Preußen abtreten. Die östlichen Exklavenorte, d. h. das Amt Breitingen mit Regis, Breitingen und Blumroda und die Zeitzer Amtsorte Nehmitz, Hagenest und Wildenhain verblieben bei Sachsen und wurden dem Amt Borna angegliedert. Kirchlich kamen die Orte des aufgelösten Amts Breitingen zur Ephorie Borna. Das Rittergut Breitingen wurde 1821 an den Kaufmann Hertwig verkauft. Am 19. Dezember 1855 wurde die Patrimonialgerichtsbarkeit über Regis, Breitingen und Blumroda aufgelöst. Die Gerichtsbarkeit übernahm das Königliche Landgericht Borna.

## Zugehörige Orte
- Blumroda
- Breitingen mit Rittergut Breitingen
- Regis, Stadt

## Amtmänner
- Johann von Wernsdorff (um 1515)
- Wolff von Asse (um 1545)